# Flånuten
Flånuten är ett berg i Antarktis. Det ligger i Östantarktis. Norge gör anspråk på området. Toppen på Flånuten är 2 725 meter över havet, eller 599 meter över den omgivande terrängen. Bredden vid basen är 6,4 km.
Terrängen runt Flånuten är kuperad åt sydost, men åt nordväst är den platt. Trakten är obefolkad. Det finns inga samhällen i närheten. 